# Temporadas de tifones del Pacífico en la década de 1890
Este artículo abarca las temporadas de tifones del Pacífico de la década de 1890.

## Sistemas

### 1890

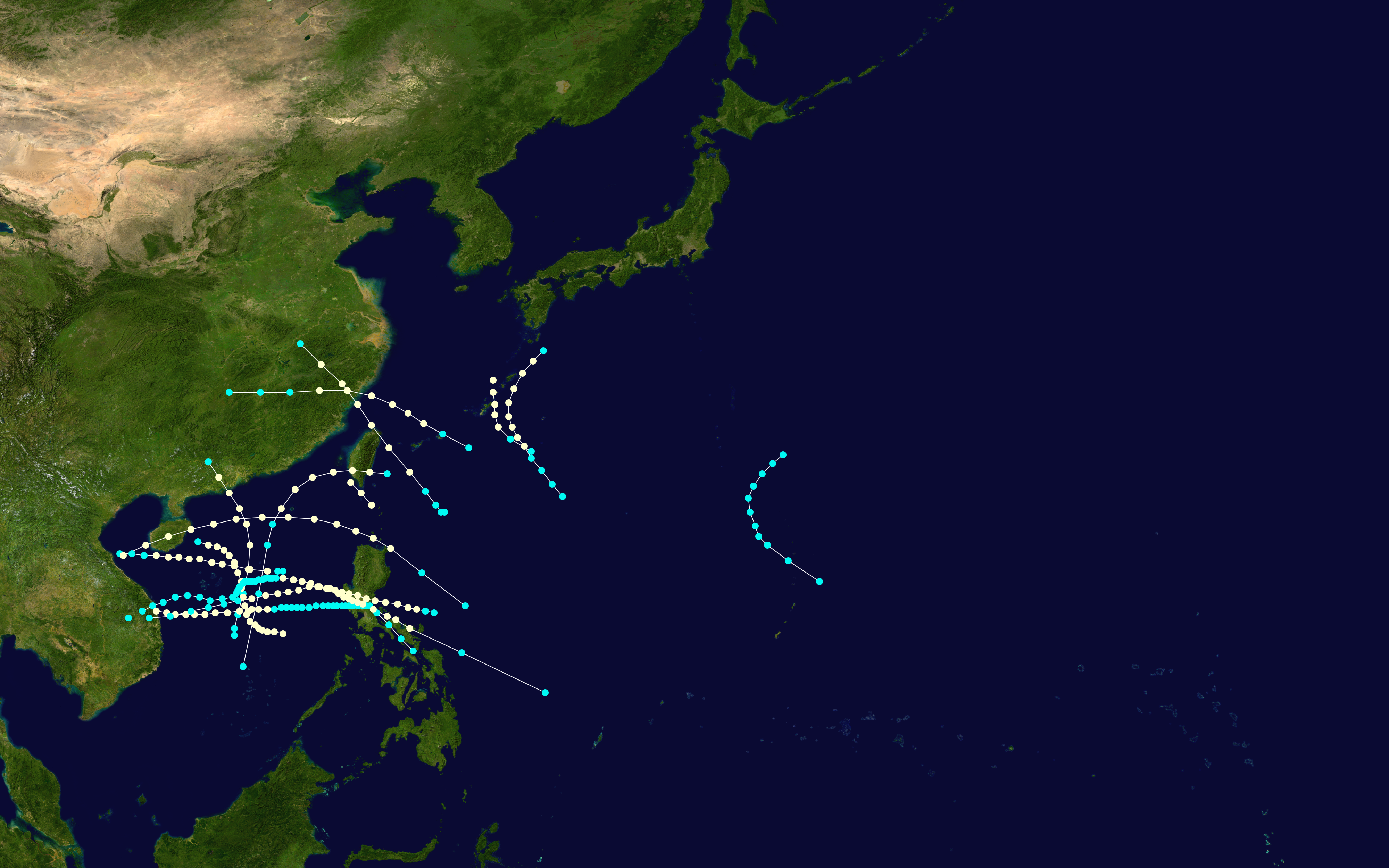
Resumen de la temporada

En 1890 hubo 14 ciclones tropicales en el Pacífico occidental.

### 1891

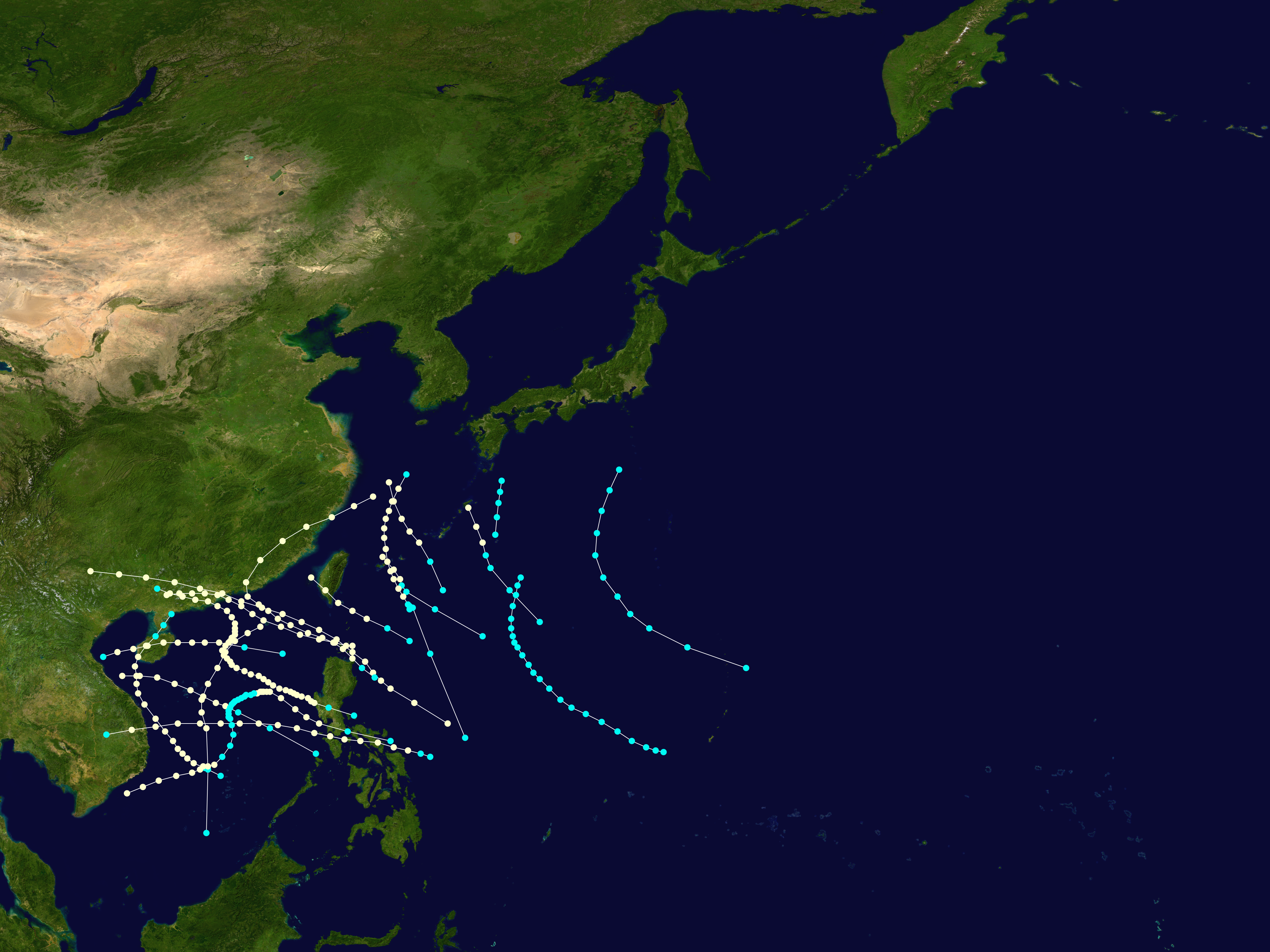
Resumen de la temporada

En 1891 hubo 18 ciclones tropicales en el Pacífico occidental.

### 1892
En 1892 hubo 20 ciclones tropicales en el Pacífico occidental.

### 1893
En 1893 hubo 20 ciclones tropicales en el Pacífico occidental.

### 1894
En 1894 hubo 14 ciclones tropicales en el Pacífico occidental.
Se informó por primera vez de una tormenta tropical el 1 de octubre, que se movió rápidamente hacia el oeste a través del archipiélago filipino. Se movió hacia el noroeste a través del Mar de la China Meridional y ralentizó su avance. Durante 27 horas, el sistema trajo vientos huracanados a Hong Kong, la duración más larga desde 1955, debido al lento movimiento de la tormenta y a la llegada a tierra en el sur de China el 5 de octubre. La tormenta también dejó caer 279,9 mm (11,02 pulgadas) de lluvia en 24 horas, lo que la convierte en la tormenta más húmeda de Hong Kong en 1955. Al día siguiente, la tormenta se disipó después de girar hacia el noreste.

### 1895
En 1895 hubo 16 ciclones tropicales en el Pacífico occidental.

### 1896
En 1896 hubo 18 ciclones tropicales en el Pacífico occidental.
Se observó un ciclón tropical el 26 de julio al este de Filipinas. El sistema se movió rápidamente hacia el noroeste, cruzando el extremo norte de la isla de Luzón el 28 de julio. Al día siguiente, la tormenta azotó el sureste de China cerca de Hong Kong, disipándose el 30 de julio. En Hong Kong, donde la tormenta produjo vientos de 128 km. / h (79 mph) continuamente durante una hora, que fue la velocidad del viento por hora más alta allí en 1955.

### 1897
En 1897 hubo 13 ciclones tropicales en el Pacífico occidental.

### 1898
En 1898 hubo 19 ciclones tropicales en el Pacífico occidental.

### 1899
En 1899 hubo 19 ciclones tropicales en el Pacífico occidental.

#### abril y mayo
El 23 de abril se informó de una tormenta tropical al sureste de Guam. Se movió hacia el noroeste y pasó muy cerca de Guam antes de moverse hacia el norte. Se disipó el 28 de abril. El 18 de mayo apareció un tifón al este de las islas Visayan y se movió tierra adentro el 21 de mayo. Después de cruzar hacia el Mar de la China Meridional, la tormenta se movió hacia el norte. Pasó por el Estrecho de Taiwán entre el 26 y el 27 de mayo. El 28 de mayo, la tormenta fue empujada hacia el mar por un frente frío que avanzaba y absorbida el 29 de mayo.

#### junio y julio
El 27 de junio se detectó un tifón al sureste de Manila. Pasó hacia el sur a través de la isla central de Luzón durante el 28 de junio. Continuó hacia el noroeste y tocó tierra en la isla de Hainan (China) el 1 de julio. La tormenta luego se disipó tierra adentro cerca de las fronteras de Vietnam y China el 3 de julio. Hay indicios de daños en Sambonya, con un vapor que pasaba notando que todos los edificios estaban casi destruidos y se veía poca gente.
El 2 de julio se avistó un tifón al sur de las Islas Okinawa. Se movió hacia el norte durante los días siguientes, alcanzando intensidades violentas, pasó rozando las islas hacia el este el 6 y 7 de julio. Continuó hacia el norte hasta llegar a Japón el 8 de julio, se trasladó brevemente al Mar de Japón y se disipó en la Península de Corea el 8 de julio. 10 de julio. Se registró una presión mínima de 956 milibares en Oshima.